# Majoor Frans (hoorspel)
Majoor Frans is een hoorspelserie in twee delen naar de gelijknamige roman (1874) van Geertruida Bosboom-Toussaint. De TROS zond ze uit op zondag 20 en 27 augustus 1989. De bewerking was van Nelly Nagel, het pianospel van Eric Liefrinck. De regisseur was Sylvia Liefrinck.

## Delen
- Deel 1 (duur: 61 minuten)
- Deel 2 (duur: 51 minuten)

## Rolbezetting
- Hein Boele (Leo van Zonshoven)
- Ruud Drupsteen (Willem Verheyst, z’n vriend)
- Frans Kokshoorn (notaris Overberg)
- Emmy Lopes Dias, Monique Smal & Ansje Beentjes (dames)
- Geert de Jong (Francis Mordaunt, of Majoor Frans)
- Jan Wegter (kapitein Rolf)
- Robert Sobels (generaal Von Zwenken)
- Guus van der Made (Frits & een heer)
- Trudy Libosan (boerin)
- Kees Broos (Rudolf von Zwenken)
- Frans Kokshoorn (dokter)
- Trudy Libosan (vrouw Jool)

## Inhoud
Een freule wordt wegens haar onvrouwelijk gedrag Majoor Frans genoemd. Ze houdt van schermen en paardrijden, slaat zich ferm door een aantal familieverwikkelingen heen en loopt bijna het huwelijksgeluk mis. Zij vindt uiteindelijk haar geluk in Leo's armen…